# Cedric Gibbons
Austin Cedric Gibbons (New York, 23 marzo 1890 – Los Angeles, 26 luglio 1960) è stato uno scenografo irlandese naturalizzato statunitense.
È celebre per le sontuose scenografie che gli valsero 28 candidature al Premio Oscar, vincendone 11. Cedric Gibbons è secondo nella classifica delle persone che hanno vinto più Oscar di tutti i tempi, dopo Walt Disney (26 vittorie).
È altrettanto celebre per aver disegnato la celebre statuetta degli Academy Awards.

## Biografia
Cedric Gibbons nacque a New York nel 1890 dall'architetto irlandese Austin P. Gibbons e dall'americana Veronica Fitzpatrick. Nonostante fosse in possesso di un certificato di nascita statunitense, Gibbons affermò sui moduli di censimento di essere nato in Irlanda, a Dublino, e che la sua famiglia era emigrata negli Stati Uniti durante la sua prima infanzia. Nel suo annuncio di matrimonio pubblicato dalla stampa si affermava anche che era originario dell'Irlanda. Le ragioni di questa discrepanza non sono note.
La famiglia si trasferì a Manhattan dopo la nascita del loro terzo figlio. Cedric studiò alla Art Students League di New York nel 1911. 
Iniziò a lavorare nell'ufficio di suo padre come disegnatore junior, poi nel dipartimento artistico degli Edison Studios, sotto Hugo Ballin, nel New Jersey nel 1915. Fu arruolato e prestò servizio nella Riserva della Marina degli Stati Uniti durante la prima guerra mondiale a Pelham Bay a New York.
Gibbons iniziò a lavorare per Metro-Goldwyn-Mayer nel 1924, quando lo studio fu fondato. 
Fu uno dei 36 membri fondatori dell'Academy of Motion Picture Arts and Sciences (AMPAS) nel 1927, un'organizzazione per il miglioramento e la promozione mondiale del cinema. L'accademia nel 1929 creò il Premio Oscar.
Fece parte della Motion Picture Alliance for the Preservation of American Ideals, di ispirazione anticomunista.
Nella sua carriera firmò una sola regia: nel 1934 Tarzan e la compagna, diretta in realtà da Jack Conway.
Si ritirò dalla MGM come direttore artistico e capo del dipartimento artistico il 26 aprile 1956, a causa di problemi di salute con oltre 1.500 film a lui accreditati; tuttavia, altri scenografi hanno svolto un lavoro importante su questi film, alcuni accreditati, altri no, durante il mandato di Gibbons come capo del dipartimento artistico. 
Gibbons morì dopo una lunga malattia a Los Angeles il 26 luglio 1960, all'età di 70 anni, e fu sepolto nel Calvary Cemetery, a est di Los Angeles. 

## Vita privata
Nel 1930 sposò l'attrice messicana Dolores del Río, star di Hollywood che aveva incontrato a una festa organizzata da William Randolph Hearst e da Marion Davies. La loro casa divenne un punto di incontro per lo star-system hollywoodiano, con ospiti fissi quali Clark Gable, Errol Flynn, Greta Garbo e altri. La coppia divorziò nel 1941. 
Nel 1944 passò a nuove nozze con la diciannovenne Hazel Brooks, un'attrice della MGM. Gibbon aveva 51 anni e il matrimonio durò fino alla sua morte, nel 1960.
La nipote di Gibbons, Veronica Balfe, era la moglie di Gary Cooper. Il cugino di secondo grado di Gibbons, Frederick Gibbons, musicista, direttore d'orchestra e intrattenitore, che ha lavorato con lui alla MGM, era il padre di Billy Gibbons della rock band ZZ Top.

## Filmografia

### Scenografo (parziale)

#### Anni 1910
- The Unwritten Code, regia di Bernard J. Durning (1919)

#### Anni 1920
- Earthbound, regia di T. Hayes Hunter (1920)
- Madame X, regia di Frank Lloyd (1920) - non accreditato
- Storia di due mondi (A Tale of Two Worlds), regia di Frank Lloyd (1921)
- Made in Heaven, regia di Victor Schertzinger (1921)
- An Unwilling Hero, regia di Clarence G. Badger (1921)
- Beating the Game, regia di Victor Schertzinger (1921)
- L'asso di cuori (The Ace of Hearts), regia di Wallace Worsley (1921)
- The Invisible Power, regia di Frank Lloyd (1921)
- What Ho, the Cook, regia di Rowland V. Lee (1921)
- Come on Over, regia di Alfred E. Green (1922)
- Yellow Men and Gold, regia di Irvin V. Willat (1922)
- Remembrance, regia di Rupert Hughes (1922)
- Hungry Hearts, regia di E. Mason Hopper (1922)
- A Blind Bargain, regia di Wallace Worsley (1922)
- Gimme, regia di Rupert Hughes (1923)
- Jazzmania, regia di Robert Z. Leonard (1923)
- Look Your Best, regia di Rupert Hughes (1923)
- Souls for Sale, regia di Rupert Hughes (1923)
- Broadway Gold, regia di J. Gordon Cooper e Edward Dillon (1923)
- The Day of Faith, regia di Tod Browning - architetto scenografo (1923)
- Arance selvatiche (Wild Oranges), regia di King Vidor (1924)
- Three Weeks, regia di Alan Crosland (1924)
- La sua ora (His Hour), regia di King Vidor - architetto scenografo (1924)
- Circe la maga (Circe, the Enchantress), regia di Robert Z. Leonard - architetto scenografo (1924)
- L'uomo che prende gli schiaffi (He Who Gets Slapped), regia di Victor Sjöström (1924)
- L'arrivista (The Snob), regia di Monta Bell (1924)
- So This Is Marriage?, regia di Hobart Henley (1924)
- La moglie del centauro (The Wife of the Centaur), regia di King Vidor (1924)
- Rapacità (Greed), regia di Erich von Stroheim (1924)
- The Dixie Handicap, regia di Reginald Barker (1924)
- Scusatemi tanto! (Excuse Me), regia di Alfred J. Goulding (1925)
- Cheaper to Marry, regia di Robert Z. Leonard (1925)
- The Great Divide, regia di Reginald Barker (1925)
- The Denial, regia di Hobart Henley (1925)
- The Way of a Girl, regia di Robert G. Vignola (1925)
- Confessions of a Queen, regia di Victor Sjöström (1925)
- Man and Maid, regia di Victor Schertzinger (1925)
- The Sporting Venus, regia di Marshall Neilan (1925)
- La mosca nera (Pretty Ladies), regia di Monta Bell (1925)
- Schiava della moda (A Slave of Fashion), regia di Hobart Henley (1925)
- Fine Clothes, regia di John M. Stahl (1925)
- The Mystic, regia di Tod Browning (1925)
- The Circle, regia di Frank Borzage (1925)
- Exchange of Wives, regia di Hobart Henley (1925)
- Bright Lights, regia di Robert Z. Leonard (1925)
- La sposa mascherata (The Masked Bride), regia di Christy Cabanne (1925)
- Lights of Old Broadway, regia di Monta Bell (1925)
- La sua segretaria (His Secretary, regia di Hobart Henley (1925)
- Le tre grazie (Sally, Irene and Mary), regia di Edmund Goulding (1925)
- Lady of the Night, regia di Monta Bell (1925)
- Il babbo andò a Parigi (Daddy's Gone A-Hunting), regia di Frank Borzage (1925)
- Il trio infernale (The Unholy Three), regia di Tod Browning (1925)
- La vedova allegra (The Merry Widow), regia di Erich von Stroheim (1925)
- La torre delle menzogne (The Tower of Lies), regia di Victor Sjöström (1925)
- La grande parata (The Big Parade), regia di King Vidor (1925)
- The Only Thing, regia di Jack Conway (1925)
- Soul Mates, regia di Jack Conway (1925)
- Ben-Hur: A Tale of the Christ, regia di Fred Niblo, Charles Brabin, Christy Cabanne, J.J. Cohn, Rex Ingram (1925)
- Ragione per cui (Memory Lane), regia di John M. Stahl (1926)
- Torrent regia di (non accreditato) Monta Bell (1926)
- The Devil's Circus, regia di Benjamin Christensen (1926)
- La Bohème, regia di King Vidor (1926)
- Monte Carlo, regia di Christy Cabanne (1926)
- Lo studente (Brown of Harvard), regia di Jack Conway (1926)
- The Boob, regia di William A. Wellman (1926)
- Paris, regia di Edmund Goulding (1926)
- Beverly of Graustark, regia di Sidney Franklin (1926)
- Lovey Mary, regia di King Baggott (1926)
- Il capitano di Singapore (The Road to Mandalay), regia di Tod Browning (1926)
- La lettera rossa (The Scarlet Letter), regia di Victor Sjöström (1926)
- The Boy Friend, regia di Monta Bell (1926)
- Sesso... che non tramonta (The Waning Sex), regia di Robert Z. Leonard (1926)
- Bardelys il magnifico (Bardelys the Magnificent), regia di King Vidor (1926)
- A Little Journey, regia di Robert Z. Leonard (1927)
- The Red Mill, regia di William Goodrich (Roscoe 'Fatty' Arbuckle) (1927)
- Women Love Diamonds, regia di Edmund Goulding (1927)
- Tua moglie ad ogni costo (The Demi-Bride), regia di Robert Z. Leonard (1927)
- Lovers?, regia di John M. Stahl (1927)
- On Ze Boulevard, regia di Harry F. Millarde (1927)
- Sigari e sigarette, signori (After Midnight), regia di Monta Bell (1927)
- Mia moglie mi tradisce (Tea for Three), regia di Robert Z. Leonard (1927)
- L'uomo, la donna e il peccato (Man, Woman and Sin), regia di Monta Bell (1927)
- Via Belgarbo (Quality Street), regia di Sidney Franklin (1927)
- The Enemy, regia di Fred Niblo (1927)
- Mentre la città dorme (While the City Sleeps), regia di Jack Conway (1928)
- Il destino (A Woman of Affairs), regia di Clarence Brown - architetto scenografo (1928)
- La sete dell'oro (The Trail of '98), regia di Clarence Brown (1928)
- Amore di re (Forbidden Hours), regia di Harry Beaumont (1928)
- La donna misteriosa (The Mysterious Lady), regia di Fred Niblo (1928)
- Il fidanzato di cartone (The Cardboard Lover), regia di Robert Z. Leonard (1928)
- Wise Girls, regia di E. Mason Hopper (1929)
- The Idle Rich, regia di William C. de Mille (1929)
- Il tenente di Napoleone (Devil May Care), regia di Sidney Franklin (1929)

#### Anni 1930
- The Bishop Murder Case, regia di David Burton e Nick Grinde (1930)
- Anna Christie, regia di Clarence Brown (1930)
- Anna Christie, regia di Jacques Feyder (1930)
- The Woman Racket, regia di Albert H. Kelley, Robert Ober e (non accreditato) Paul Bern (1930)
- They Learned about Women, regia di Jack Conway e Sam Wood (1930)
- La crociera del folle (The Ship from Shanghai), regia di Charles Brabin (1930)
- Gabbia di matti (Not So Dumb), regia di King Vidor (1930)
- Lord Byron of Broadway, regia di Harry Beaumont e William Nigh (1930)
- Notte di peccato (A Lady to Love), regia di Victor Sjöström - architetto scenografo (1930)
- Come rubai mia moglie (The Girl Said No), regia di Sam Wood (1930)
- Un marito fuori posto (Montana Moon), regia di Malcolm St. Clair (1930)
- Chi non cerca trova (Free and Easy),regia di Edward Sedgwick (1930)
- Redenzione (Redemption), regia di Fred Niblo e, non accreditato, Lionel Barrymore (1930)
- This Mad World, regia di William C. de Mille (1930)
- La divorziata (The Divorcee), regia di Robert Z. Leonard (1930)
- Amore bendato (Children of Pleasure), regia di Harry Beaumont (1930)
- Strictly Unconventional, regia di David Burton (1930)
- Amor gitano (The Rogue Song), regia di Lionel Barrymore (1930)
- La borsa e la vita (Caught Short), regia di Charles Reisne (1930)
- Addio Madrid (In Gay Madrid), regia di Robert Z. Leonard (1930)
- The Lady of Scandal, regia di Sidney Franklin (1930)
- Ragazze e giovanotti del 1890 (The Florodora Girl), regia di Harry Beaumont (1930)
- The Big House, regia di George W. Hill e Ward Wing (1930)
- Ombre e luci (The Richest Man in the World), regia di Sam Wood (1930)
- Il vampiro del mare (The Sea Bat), regia di Wesley Ruggles (1930)
- Estrellados, regia di Salvador de Alberich (1930)
- La moglie bella (Let Us Be Gay), regia di Robert Z. Leonard (1930)
- Ragazze che sognano (Our Blushing Brides), regia di Harry Beaumont (1930)
- Cow boy per forza (Way Out West), regia di Fred Niblo (1930)
- Call of the Flesh, regia di Charles Brabin (1930)
- Romanzo (Romance), regia di Clarence Brown (non accreditato) (1930)
- Good News, regia di Nick Grinde (1930)
- Il guerriero (Doughboys), regia di Edward Sedgwick (1930)
- Love in the Rough, regia di Charles Reisner (1930)
- Die Sehnsucht jeder Frau, regia di Victor Sjöström (1930)
- Madame Satan, regia di Cecil B. DeMille (1930)
- La banda dei fantasmi (Remote Control), regia di Nick Grinde, Edward Sedgwick e Malcolm St. Clair (1930)
- Istituto di bellezza (Reducing), regia di Charles F. Riesner (1931)
- The Bachelor Father, regia di, non accreditato, Robert Z. Leonard (1931)
- Le père célibataire
- The Great Meadow, regia di Charles Brabin (1931)
- La modella (Inspiration), regia di Clarence Brown (1931)
- The Easiest Way, regia di Jack Conway (1931)
- La via del male (Dance, Fools, Dance), regia di Harry Beaumont (1931)
- Io... e le donne (Parlor, Bedroom and Bath), regia di Edward Sedgwick (1931)
- Gentleman's Fate, regia di Mervyn LeRoy (1931)
- La fruta amarga, regia di Arthur Gregor, José López Rubio (1931)
- Men Call It Love, regia di Edgar Selwyn (1931)
- En cada puerto un amor, regia di Carlos F. Borcosque e Marcel Silver (1931)
- La mujer X, regia di Carlos F. Borcosque (1931)
- A Tailor Made Man , regia di Sam Wood (1931)
- Volubilità (Strangers May Kiss), regia di, non accreditato, George Fitzmaurice (1931)
- Stepping Out, regia di Charles Reisner (1931)
- It's a Wise Child, regia di Robert Z. Leonard (1931)
- The Secret 6, regia di George W. Hill (1931)
- Fiamme sul mare (Shipmates), regia di Harry A. Pollard (1931)
- Su última noche, regia di Carlos F. Borcosque e Chester M. Franklin (1931)
- La piccola amica (Daybreak), regia di Jacques Feyder (1931)
- La voce del sangue (Never the Twain Shall Meet), regia di W. S. Van Dyke (1931)
- Révolte dans la prison, regia di Paul Féjos, George W. Hill e Jacques Feyder (1931)
- Laughing Sinners, regia di Harry Beaumont (1931)
- Cheri-Bibi, regia di Carlos F. Borcosque (1931)
- Io amo (A Free Soul), regia di Clarence Brown (1931)
- Just a Gigolo, regia di Jack Conway (1931)
- Five and Ten, regia di Robert Z. Leonard (1931)
- Menschen hinter Gittern, regia di Pál Fejös (1931)
- El proceso de Mary Dugan, regia di Marcel De Sano, Gregorio Martínez Sierra (1931)
- The Man in Possession, regia di, non accreditato, Sam Wood (1931)
- Tante donne e nessuna  (The Great Lover), regia di Harry Beaumont (1931)
- Lo sciopero delle mogli (Politics), regia di Charles Reisner (1931)
- Il figlio dell'India (Son of India), regia di Jacques Feyder (1931)
- Mani colpevoli (Guilty Hands), regia di W. S. Van Dyke e, non accreditato, Lionel Barrymore (1931)
- This Modern Age, regia di Nicholas Grindé (Nick Grinde) (1931)
- Il fantasma di Parigi  (The Phantom of Paris), regia di John S. Robertson (1931)
- Il milionario (Sidewalks of New York), regia di Zion Myers, Jules White (1931)
- New Adventures of Get-Rich-Quick Wallingford, regia di, non accreditato, Sam Wood (1931)
- Cortigiana (Susan Lenox (Her Fall and Rise)), regia di Robert Z. Leonard (1931)
- Il fallo di Madelon Claudet (The Sin of Madelon Claudet), regia di Edgar Selwyn (1931)
- I demoni dell'aria (Hell Divers), regia di George W. Hill (1931)
- The Guardsman, regia di Sidney Franklin (1931)
- Il campione (The Champ), regia di King Vidor (1931)
- Flying High, regia di Charles Reisner (1931)
- L'amante (Possessed), regia di Clarence Brown (1931)
- Risveglio (West of Broadway), regia di Harry Beaumont (1931)
- La rumba dell'amore (The Cuban Love Song), regia di W.S. Van Dyke (1931)
- Private Lives, regia di Sidney Franklin (1931)
- Mata Hari, regia di George Fitzmaurice (1931)
- Ingratitudine, regia di Clarence Brown (1932)
- Lovers Courageous , regia di, non accreditato, Robert Z. Leonard (1932)
- Chi la dura la vince (The Passionate Plumber), regia di Edward Sedgwick (1932)
- Freaks, regia di Tod Browning (1932)
- Il pericolo pubblico n. 1 (The Beast of the City), regia di Charles Brabin (1932)
- Polly of the Circus, regia di Alfred Santell (1932)
- Arsenio Lupin (Arsène Lupin), regia di Jack Conway (1932)
- The Wet Parade, regia di Victor Fleming (1932)
- Are You Listening?, regia di Harry Beaumont (1932)
- Tarzan, l'uomo scimmia (Tarzan, the Ape Man), regia di W. S. Van Dyke (1932)
- -But the Flesh Is Weak, regia di Jack Conway (1932)
- Grand Hotel, regia di Edmund Goulding (1932)
- Night Court, regia di W.S. Van Dyke (1932)
- When a Feller Needs a Friend, regia di Harry Pollard (1932)
- Ritorno (Letty Lynton), regia di Clarence Brown (1932)
- Huddle, regia di, non accreditato, Sam Wood (1932)
- Come tu mi vuoi (As You Desire Me), regia di George Fitzmaurice (1932)
- New Morals for Old, regia di Charles Brabin (1932)
- Red Headed Woman, regia di Jack Conway (1932)
- Unashamed, regia di Harry Beaumont (1932)
- The Washington Masquerade, regia di Charles Brabin (1932)
- Strano interludio (Strange Interlude), regia di, non accreditato, Robert Z. Leonard (1932)
- Skyscraper Souls, regia di Edgar Selwyn (1932)
- Downstairs, regia di Monta Bell (1932)
- Il professore (Speak Easily), regia di Edward Sedgwick (1932)
- Divorce in the Family, regia di Charles F. Reisner (1932)
- Blondie of the Follies, regia di Edmund Goulding (1932)
- Catene (Smilin' Through), regia di Sidney Franklin (1932)
- Kongo, regia di William J. Cowen (1932)
- Faithless, regia di Harry Beaumont (1932)
- Lo schiaffo (Red Dust), regia di Victor Fleming (1932)
- The Mask of Fu Manchu, regia di Charles Brabin e, non accreditato, Charles Vidor (1932)
- Payment Deferred, regia di Lothar Mendes (1932)
- Prosperity, regia di Sam Wood (1932)
- Carne (Flesh), regia di John Ford (1932)
- Il levriero del mare (Fast Life), regia di, non accreditati, Harry A. Pollard e Sam Wood
- Vendetta gialla (The Son-Daughter), regia di Clarence Brown e, non accreditato, Robert Z. Leonard (1932)
- Rasputin e l'imperatrice (Rasputin and the Empress), regia di Richard Boleslavsky (1932)
- Whistling in the Dark, regia di Elliott Nugent e, non accreditato, Charles Reisner (1933)
- Il figlio dell'amore (The Secret of Madame Blanche), regia di Charles Brabin (1933)
- Viva la birra (What! No Beer?), regia di Edward Sedgwick (1933)
- Men Must Fight, regia di Edgar Selwyn (1933)
- Clear All Wires! , regia di George W. Hill (1933)
- Rivalità eroica (Today We Live), regia di Howard Hawks, Richard Rosson (1933)
- Fast Workers, regia di Tod Browning (1933)
- La suora bianca (The White Sister), regia di Victor Fleming (1933)
- Gabriel Over the White House, regia di Gregory La Cava (1933)
- Hell Below, regia di Jack Conway (1933)
- Looking Forward, regia di Clarence Brown (1933)
- Notturno viennese (Reunion in Vienna), regia di Sidney Franklin (1933)
- Una notte al Cairo (The Barbarian), regia di Sam Wood (1933)
- Peg del mio cuore (Peg o' My Heart), regia di Robert Z. Leonard (1933)
- Made on Broadway, regia di Harry Beaumont (1933)
- The Nuisance
- When Ladies Meet, regia di Harry Beaumont (1933)
- Volo di notte (Night Flight), regia di Clarence Brown (1933)
- Christopher Bean, regia di Sam Wood (1933)
- Uomini in bianco (Men in White), regia di Richard Boleslavsky (1934)
- Manhattan Melodrama, regia di W. S. Van Dyke (1934)
- Sadie McKee, regia di Clarence Brown (1934)
- L'uomo ombra (The Thin Man), regia di W. S. Van Dyke (1934)
- L'agente n. 13 (Operator 13), regia di Richard Boleslawski (1934)
- Il mistero del vagone letto (Murder in the Private Car), regia di Harry Beaumont (1934)
- Gli amori di una spia (Stamboul Quest), regia di Sam Wood e, non accreditato, Jack Conway (1934)
- Paris Interlude, regia di Edwin L. Marin (1934)
- Pura al cento per cento (The Girl from Missouri), regia di Jack Conway, Sam Wood (1934)
- Straight Is the Way, regia di Paul Sloane (1934)
- L'isola del tesoro (Treasure Island), regia di Victor Fleming (1934)
- Il rifugio (Hide-Out), regia di W. S. Van Dyke (1934)
- Incatenata (Chained), regia di Clarence Brown (1934)
- Luci nel cuore (Have a Heart), regia di David Butler (1934)
- La famiglia Barrett (The Barretts of Wimpole Street), regia di Sidney Franklin (1934)
- Death on the Diamond, regia di Edward Sedgwick (1934)
- Outcast Lady, regia di Robert Z. Leonard (1934)
- Student Tour, regia di Charles F. Reisner (1934)
- La vedova allegra (The Merry Widow), regia di Ernst Lubitsch (1934)
- What Every Woman Knows, regia di Gregory La Cava (1934)
- L'amante sconosciuta (Evelyn Prentice), regia di William K. Howard (1934)
- Il velo dipinto (The Painted Veil), regia di Richard Boleslawski (1934)
- A Wicked Woman, regia di Charles Brabin (1934)
- The Gay Bride, regia di Jack Conway (1934)
- The Band Plays On, regia di Russell Mack (1934)
- La donna è mobile (Forsaking All Others), regia di W. S. Van Dyke (1934)
- Biography of a Bachelor Girl , regia di Edward H. Griffith (1935)
- La notte è per amare (The Night Is Young), regia di Dudley Murphy (1935)
- Davide Copperfield, regia di George Cukor (1935)
- La carne e l'anima (Society Doctor), regia di George B. Seitz (1935)
- The Winning Ticket, regia di Charles F. Riesner (1935)
- L'ombra del dubbio (Shadow of Doubt), regia di George B. Seitz (1935)
- Lo scandalo del giorno (After Office Hours), regia di Robert Z. Leonard (1935)
- Vanessa, Her Love Story, regia di William K. Howard (1935)
- Times Square Lady, regia di George B. Seitz (1935)
- Terra senza donne (Naughty Marietta), regia di Robert Z. Leonard e W. S. Van Dyke (non accreditati) (1935)
- Dalle 7 alle 8 (The Casino Murder Case), regia di Edwin L. Marin (1935)
- Aquile (West Point of the Air), regia di Richard Rosson (1935)
- Harrington faccia-di-bambino (Baby Face Harrington), regia di Raoul Walsh (1935)
- Tentazione bionda (Reckless), regia di Victor Fleming (1935)
- Mark of the Vampire, regia di Tod Browning (1935)
- Il figlio conteso (Age of Indiscretion), regia diEdward Ludwig (1935)
- Public Hero Number 1, regia di J. Walter Ruben (1935)
- The Flame Within, regia di Edmund Goulding (1935)
- L'incrociatore misterioso (Murder in the Fleet), regia di Edward Sedgwick (1935)
- No More Ladies, regia di Edward H. Griffith, George Cukor (1935)
- Calm Yourself, regia di George B. Seitz (1935)
- La modella mascherata (Escapade), regia di Robert Z. Leonard (1935)
- Ultime notizie (The Murder Man), regia di Tim Whelan (1935)
- Amore folle (Mad Love), regia di Karl Freund (1935)
- L'avventura di Anna Gray (Woman Wanted), regia di George B. Seitz (1935)
- Sui mari della Cina (China Seas), regia di Tay Garnett (1935)
- Follie di Broadway 1936 (Broadway Melody of 1936), regia di Roy Del Ruth e W. S. Van Dyke (1935)
- Here Comes the Band, regia di Paul Sloane (1935)
- Anna Karenina, regia di Clarence Brown (1935)
- The Bishop Misbehaves, regia di E.A. Dupont (1935)
- Il circo (O'Shaughnessy's Boy), regia di Richard Boleslawski (1935)
- Io vivo la mia vita (I Live My Life), regia di W.S. Van Dyke (1935)
- Codice segreto (Rendezvous), regia di William K. Howard e, non accreditato, Sam Wood (1935)
- Una notte all'opera (A Night at the Opera), regia di Sam Wood, Edmund Goulding (1935)
- Gli ammutinati del Bounty o La tragedia del Bounty (Mutiny on the Bounty), regia di Frank Lloyd (1935)
- The Perfect Gentleman, regia di Tim Whelan (1935)
- Le quattro perle (Whipsaw), regia di Sam Wood (1935)
- Kind Lady, regia di George B. Seitz (1935)
- Ah Wilderness!, regia di Clarence Brown (1935)
- Le due città (A Tales of Two Cities), regia di Jack Conway (1935)
- L'ultimo dei pagani (Last of the Pagans), regia di Richard Thorpe (1935)
- La volontà occulta (The Garden Murder Case), regia di Edwin L. Marin (1936)
- Riffraff, regia di J. Walter Ruben (1936)
- Three Live Ghosts, regia di H. Bruce Humberstone (1936)
- Tre strani amici (Tough Guy), regia di Chester M. Franklin (1936)
- Rose Marie, regia di W.S. Van Dyke II (1936)
- The Voice of Bugle Ann, regia di Richard Thorpe (1936)
- Gelosia (Wife vs. Secretary), regia di Clarence Brown (1936)
- I tre padrini (Three Godfathers), regia di Richard Boleslawski (1936)
- Finalmente una donna! (Petticoat Fever), regia di Geo. Fitmaurice (1936)
- Il paradiso delle fanciulle (The Great Ziegfeld), regia di Robert Z. Leonard (1936)
- Moonlight Murder, regia di Edwin L. Marin (1936)
- L'ora misteriosa (The Unguarded Hour), regia di Sam Wood (1936)
- La provinciale (Small Town Girl), regia di Robert Z. Leonard e William A. Wellman (1936)
- Absolute Quiet, regia di George B. Seitz (1936)
- Speed, regia di Edwin L. Marin (1936)
- The Three Wise Guys, regia di George B. Seitz (1936)
- La regina di picche (Trouble for Two), regia di J. Walter Ruben (1936)
- Furia (Fury), regia di Fritz Lang (1936)
- San Francisco, regia di W. S. Van Dyke (1936)
- Il mio amore eri tu (Suzy), regia di George Fitzmaurice (1936)
- La bambola del diavolo (The Devil-Doll), regia di Tod Browning (1936)
- L'ultima prova (His Brother's Wife), regia di W.S. Van Dyke (1936)
- Jim di Piccadilly (Piccadilly Jim), regia di Robert Z. Leonard (1936)
- Giulietta e Romeo (Romeo and Juliet), regia di George Cukor (1936)
- Troppo amata (The Gorgeous Hussy), regia di Clarence Brown (1936)
- Simpatica canaglia (The Devil Is a Sissy), regia di W.S. Van Dyke e, non accreditato, Rowland Brown (1936)
- Il tesoro del fiume (Old Hutch), regia di J. Walter Ruben (1936)
- The Longest Night
- La donna del giorno (Libeled Lady), regia di Jack Conway (1936)
- All American Chump, regia di Edwin L. Marin (1936)
- Mad Holiday, regia di George B. Seitz (1936)
- Amore in corsa (Love on the Run), regia di W.S. Van Dyke (1936)
- Nata per danzare (Born to Dance), regia di Roy Del Ruth (1925)
- Margherita Gauthier (Camille), regia di George Cukor (1936)
- Sinner Take All, regia di Errol Taggart (1936)
- Dopo l'uomo ombra (After the Thin Man), regia di W. S. Van Dyke (1936)
- Ombre di notte (Under Cover of Night), regia di George B. Seitz (1937)
- Dangerous Number, regia di Richard Thorpe (1937)
- Man of the People, regia di Edwin L. Marin (1937)
- La buona terra (The Good Earth), regia di Sidney Franklin (1937)
- Mama Steps Out, regia di George B. Seitz (1937)
- La fine della signora Cheyney (The Last of Mrs. Cheyney), regia di Richard Boleslawski e, non accreditati, Dorothy Arzner e George Fitzmaurice (1937)
- Espionage, regia di Kurt Neumann (1937)
- Un affare di famiglia (A Family Affair), regia di George B. Seitz (1937)
- Proprietà riservata (Personal Property), regia di W. S. Van Dyke (1937)
- Primavera (Maytime), regia di Robert Z. Leonard (1937)
- Song of the City, regia di Errol Taggart (1937)
- Notturno tragico (Night Must Fall), regia di Richard Thorpe (1937)
- They Gave Him a Gun, regia di W.S. Van Dyke II (1937)
- La tredicesima sedia (The Thirteenth Chair), regia di George B. Seitz (1937)
- Capitani coraggiosi (Captains Courageous), regia di Victor Fleming (1937)
- Parnell, regia di John M. Stahl (1937)
- Un giorno alle corse (A Day at the Races), regia di Sam Wood (1937)
- Married Before Breakfast, regia di Edwin L. Marin (1937)
- I candelabri dello zar (The Emperor's Candlesticks), regia di George Fitzmaurice (1937)
- Fra due donne (Between Two Women), regia di George B. Seitz (1937)
- Saratoga, regia di Jack Conway (1937)
- London by Night, regia di William Thiele (1937)
- Follie di Broadway 1938 (Broadway Melody of 1938), regia di Roy Del Ruth (1937)
- Bad Guy, regia di Edward L. Cahn (1937)
- La lucciola (The Firefly), regia di Robert Z. Leonard (1937)
- La grande città (Big City), regia di Frank Borzage (1937)
- The Women Men Marry, regia di Errol Taggart (1937)
- My Dear Miss Aldrich, regia di George B. Seitz (1937)
- Madame X, regia di Sam Wood (1937)
- La sposa vestiva di rosa (The Bride Wore Red), regia di Dorothy Arzner (1937)
- Sposiamoci in quattro (Double Wedding), regia di Richard Thorpe (1937)
- Maria Walewska (Conquest), regia di Clarence Brown - scenografia (1937)
- Vivi ama e impara (Live, Love and Learn), regia di George Fitzmaurice (1937)
- L'ultimo gangster (The Last Gangster), regia di Edward Ludwig (1937)
- La vita a vent'anni (Navy Blue and Gold), regia di Sam Wood (1937)
- Thoroughbreds Don't Cry, regia di Alfred E. Green (1937)
- La via del possesso (Beg, Borrow or Steal), regia di William Thiele (1937)
- You're Only Young Once, regia di George B. Seitz (1937)
- La donna che voglio (Mannequin), regia di Frank Borzage (1937)
- Rosalie, regia di W. S. Van Dyke (1937)
- Il grande segreto (The Bad Man of Brimstone), regia di J. Walter Ruben (1937)
- Man-Proof, regia di Richard Thorpe (1938)
- Love Is a Headache, regia di Richard Thorpe (1938)
- Viva l'allegria (Everybody Sing), regia di Edwin L. Marin (1938)
- Cuori umani (Of Human Hearts), regia di Clarence Brown (1938)
- Paradiso per tre (Paradise for Three), regia di Edward Buzzell (1938)
- Dopo Arsenio Lupin (Arsène Lupin Returns), regia di George Fitzmaurice (1938)
- The First Hundred Years, regia di Richard Thorpe (1938)
- La città dell'oro (The Girl of the Golden West), regia di Robert Z. Leonard (1938)
- I ragazzi del giudice Hardy (Judge Hardy's Children), regia di George B. Seitz (1938)
- Arditi dell'aria (Test Pilot), regia di Victor Fleming (1938)
- Hold That Kiss, regia di Edwin L. Marin (1938)
- Yellow Jack, regia di George B. Seitz (1938)
- Tre camerati (Three Comrades), regia di Frank Borzage (1938)
- Frou frou (The Toy Wife), regia di Richard Thorpe (1938)
- Lord Jeff, regia di Sam Wood (1938)
- Woman Against Woman, regia di Robert B. Sinclair (1938)
- Port of Seven Seas, regia di James Whale (1938)
- Fast Company, regia di Edward Buzzell (1938)
- Maria Antonietta (Marie Antoinette), regia di W. S. Van Dyke (1938)
- The Shopworn Angel, regia di H.C. Potter (1938)
- L'amore trova Andy Hardy (Love Finds Andy Hardy), regia di George B. Seitz (1938)
- The Chaser, regia di Edwin L. Marin (1938)
- The Crowd Roars, regia di Richard Thorpe (1938)
- Rich Man, Poor Girl, regia di Reinhold Schünzel (1938)
- Three Loves Has Nancy, regia di Richard Thorpe (1938)
- La città dei ragazzi (Boys Town), regia di Norman Taurog (1938)
- L'amico pubblico n. 1 (Too Hot to Handle), regia di Jack Conway (1938)
- Vacation from Love, regia di George Fitzmaurice (1938)
- Stablemates, regia di Sam Wood (1938)
- Il giovane dr. Kildare (Young Dr. Kildare), regia di Harold S. Bucquet (1938)
- Listen, Darling, regia di Edwin L. Marin (1938)
- Il grande valzer (The Great Waltz), regia di Julien Duvivier (1938)
- Spring Madness, regia di S. Sylvan Simon (1938)
- Ossessione del passato (The Shining Hour), regia di Frank Borzage (1938)
- Cow boy dilettante (Out West with the Hardys), regia di George B. Seitz (1938)
- Passione ardente (Dramatic School), regia di Robert B. Sinclair (1938)
- A Christmas Carol, regia di Edwin L. Marin (1938)
- Sweethearts, regia di W. S. Van Dyke e, non accreditato, Robert Z. Leonard (1938)
- The Girl Downstairs, regia di Norman Taurog (1938)
- Sfida a Baltimora (Stand Up and Fight), regia di W. S. Van Dyke (1939)
- Burn 'Em Up O'Connor, regia di Edward Sedgwick (1939)
- Spregiudicati (Idiot's Delight), regia di Clarence Brown (1939)
- Four Girls in White, regia di S. Sylvan Simon (1939)
- Il sosia innamorato (Honolulu), regia di Edward Buzzell (1939)
- Le vavventure di Huckleberry Finn (The Adventures of Huckleberry Finn), regia di Richard Thorpe (1939)
- Il manoscritto scomparso (Fast and Loose), regia di Edwin L. Marin (1939)
- Il grande nemico (Let Freedom Ring), regia di Jack Conway (1939)
- The Ice Follies of 1939, regia di Reinhold Schünzel (1939)
- Within the Law, regia di Gustav Machatý (1939)
- Society Lawyer, regia di Edwin L. Marin (1939)
- Il sergente Madden (Sergeant Madden), regia di Josef von Sternberg (1939)
- Broadway Serenade, regia di Robert Z. Leonard (1939)
- The Kid from Texas, regia di S. Sylvan Simon (1939)
- The Hardys Ride High, regia di George B. Seitz (1939)
- La difficile prova del Dr. Kildare (Calling Dr. Kildare), regia di Harold S. Bucquet (1939)
- Lucky Night, regia di Norman Taurog (1939)
- Tell No Tales, regia di Leslie Fenton (1939)
- Questo mondo è meraviglioso (It's a Wonderful World), regia di W.S. Van Dyke II (1939)
- Bridal Suite, regia di William Thiele (1939)
- 6,000 Enemies, regia di George B. Seitz (1939)
- Il figlio di Tarzan (Tarzan Finds a Son!), regia di Richard Thorpe (1939)
- Maisie, regia di Edwin L. Marin (1939)
- Stronger Than Desire , regia di Leslie Fenton (1939)
- On Borrowed Time, regia di Harold S. Bucquet (1939)
- Andy Hardy e la febbre di primavera (Andy Hardy Gets Spring Fever), regia di W.S. Van Dyke II (1939)
- Miracles for Sale, regia di Tod Browning (1939)
- La signora dei tropici (Lady of the Tropics), regia di Jack Conway (1939)
- Il mago di Oz (The Wizard of Oz), regia di Victor Fleming (1939)
- These Glamour Girls, regia di S. Sylvan Simon (1939)
- Donne (The Women), regia di George Cukor (1939)
- L'ultimo ricatto (Blackmail), regia di H.C. Potter (1939)
- Ragazzi attori (Babes in Arms), regia di Busby Berkeley (1939)
- La tigre del mare (Thunder Afloat), regia di George B. Seitz (1939)
- Dancing Co-Ed, regia di S. Sylvan Simon (1939)
- Fast and Furious, regia di Busby Berkeley (1939)
- Tre pazzi a zonzo (At the Circus), regia di Edward Buzzell (1939)
- Bad Little Angel, regia di William Thiele (1939)
- Ninotchka, regia di Ernst Lubitsch (1939)
- Si riparla dell'uomo ombra (Another Thin Man), regia di W. S. Van Dyke (1939)
- Il segreto del dr. Kildare (The Secret of Dr. Kildare), regia di Harold S. Bucquet (1939)
- Joe and Ethel Turp Call on the President, regia di Robert B. Sinclair (1939)
- Henry Goes Arizona, regia di Edwin L. Marin (1939)
- Nick Carter (Nick Carter, Master Detective), regia di Jacques Tourneur (1939)
- Una donna dimentica (Remember?), regia di Norman Z. McLeod (1939)
- Balalaika, regia di Reinhold Schünzel (1939)
- Judge Hardy and Son, regia di George B. Seitz (1939)

#### Anni 1940
- The Earl of Chicago, regia di Richard Thorpe e, non accreditato, Victor Saville (1940)
- Scrivimi fermo posta (The Shop Around the Corner), regia di Ernst Lubitsch (1940)
- Congo Maisie, regia di H.C. Potter (1940)
- Questa donna è mia (I Take This Woman), regia di W. S. Van Dyke (1940)
- Balla con me (Broadway Melody of 1940), regia di Norman Taurog (1940)
- Tom Edison giovane (Young Tom Edison), regia di Norman Taurog (1940)
- La guida eroica (The Man from Dakota), regia di Leslie Fenton (1940)
- Passaggio a Nord-Ovest (Northwest Passage), regia di King Vidor (1940)
- L'isola del diavolo (Strange Cargo), regia di Frank Borzage (1940)
- And One Was Beautiful, regia di Robert B. Sinclair (1940)
- Lo strano caso del dr. Kildare (Dr. Kildare's Strange Case), regia di Harold S. Bucquet (1940)
- Forty Little Mothers, regia di Busby Berkeley (1940)
- Two Girls on Broadway, regia di S. Sylvan Simon (1940)
- Giuramento di sangue (20 Mule Team), regia di Richard Thorpe (1940)
- Il romanzo di una vita (Edison, the Man), regia di Clarence Brown (1940)
- Il ponte di Waterloo (Waterloo Bridge), regia di Mervyn LeRoy (1940)
- Lo stalliere e la granduchessa (Florian), regia di Edwin L. Marin (1940)
- Phantom Raiders, regia di Jacques Tourneur (1940)
- Peccatrici folli (Susan and God), regia di George Cukor (1940)
- Bufera mortale (The Mortal Storm), regia di Frank Borzage (1940)
- The Captain Is a Lady, regia di Robert B. Sinclair (1940)
- Luna nuova (New Moon), regia di Robert Z. Leonard e W. S. Van Dyke (1940)
- Andy Hardy incontra la debuttante (Andy Hardy Meets Debutante), regia di George B. Seitz (1940)
- Trionfo d'amore
- We Who Are Young, regia di Harold S. Bucquet (1940)
- Orgoglio e pregiudizio (Pride and Prejudice), regia di Robert Z. Leonard (1940)
- Gold Rush Maisie, regia di Edwin L. Marin e, non accreditati, J. Walter Ruben e Norman Taurog (1940)
- Ti amo ancora (I Love You Again), regia di W.S. Van Dyke II (1940)
- The Golden Fleecing, regia di Leslie Fenton (1940)
- La febbre del petrolio (Boom Town), regia di Jack Conway (1940)
- Il Dr. Kildare torna a casa (Dr. Kildare Goes Home), regia di Harold S. Bucquet (1940)
- Avventura nel Wyoming (Wyoming), regia di Richard Thorpe (1940)
- Sky Murder, regia di George B. Seitz (1940)
- Musica indiavolata (Strike Up the Band), regia di Busby Berkeley (1940)
- Dulcy, regia di S. Sylvan Simon (1940)
- Wapakoneta (Third Finger, Left Hand), regia di Robert Z. Leonard (1940)
- Incontro senza domani (Escape), regia di Mervyn LeRoy (1940)
- Tzigana (Bitter Sweet), regia di Victor Saville (1940)
- Gallant Sons, regia di George B. Seitz (1940)
- Little Nellie Kelly, regia di Norman Taurog (1940)
- Dr. Kildare's Crisis, regia di Harold S. Bucquet (1940)
- Scandalo a Filadelfia (The Philadelphia Story), regia George Cukor (1940)
- I cowboys del deserto (Go West), regia di Edward Buzzell (1940)
- Corrispondente X (Comrade X), regia di King Vidor (1940)
- Ritorna se mi ami (Flight Command), regia di Frank Borzage (1940)
- The Ghost Comes Home, regia di William Thiele (1940)
- Keeping Company, regia di S. Sylvan Simon (1940)
- Maisie Was a Lady, regia di Edwin L. Marin (1941)
- The Wild Man of Borneo, regia di Robert B. Sinclair (1941)
- Vieni a vivere con me (Come Live with Me), regia di Clarence Brown (1941)
- Blonde Inspiration, regia di Busby Berkeley (1941)
- Il processo di Mary Dugan (The Trial of Murder Dugan), regia di Norman Z. McLeod (1941)
- Segretaria privata di Andy Hardy (Andy Hardy's Private Secretary), regia di George B. Seitz (1941)
- Free and Easy, regia di George Sidney e, non accreditato, Edward Buzzell (1941)
- Follia (Rage in Heaven), regia di W. S. Van Dyke (1941)
- The Penalty, regia di Harold S. Bucquet (1941)
- Pancho il messicano (The Bad Man), regia di Richard Thorpe (1941)
- Vecchio squalo (Barnacle Bill), regia di Richard Thorpe (1941)
- Gli uomini della città dei ragazzi (Men of Boys Town), regia di Norman Taurog (1941)
- Washington Melodrama, regia di S. Sylvan Simon (1941)
- Le fanciulle delle follie (Ziegfeld Girl), regia di Robert Z. Leonard e Busby Berkeley (1941)
- The People vs. Dr. Kildare, regia di Harold S. Bucquet (1941)
- Volto di donna (A Woman's Face), regia di George Cukor (1941)
- I'll Wait for You, regia di Robert B. Sinclair (1941)
- Innamorato pazzo (Love Crazy), regia di Jack Conway (1941)
- Terra selvaggia (Billy the Kid), regia di David Miller (1941)
- The Get-Away, regia di Edward Buzzell e, non accreditato, Richard Rosson (1941)
- Il bazar delle follie (The Big Store), regia di Charles Reisner (1941)
- Fiori nella polvere (Blossoms in the Dust), regia di Mervyn LeRoy (1941)
- Avventura a Bombay (They Met in Bombay), regia di Clarence Brown (1941)
- Ringside Maisie, regia di Edwin L. Marin (1941)
- Down in San Diego, regia di Robert B. Sinclair (1941)
- La prima notte in tre (Whistling in the Dark), regia di S. Sylvan Simon (1941)
- Il dottor Jekyll e Mr. Hyde (Dr. Jekyll and Mr. Hyde), regia di Victor Fleming (1941)
- Life Begins for Andy Hardy, regia di George B. Seitz (1941)
- Dr. Kildare's Wedding Day, regia di Harold S. Bucquet (1941)
- Quando le signore si incontrano (When Ladies Meet), regia di Robert Z. Leonard (1941)
- Lady Be Good, regia di Norman Z. McLeod (1941)
- Se mi vuoi sposami (Honky Tonk), regia di Jack Conway (1941)
- Chi dice donna... (The Feminine Touch), regia di W. S. Van Dyke (1941)
- Catene del passato (Smilin' Through), regia di Frank Borzage (1941)
- Married Bachelor, regia di Edward Buzzell e, non accreditato, Norman Taurog (1941)
- Soldato di cioccolata (The Chocolate Soldier), regia di Roy Del Ruth (1941)
- Unholy Partners, regia di Mervyn LeRoy (1941)
- L'ombra dell'uomo ombra (Shadow of the Thin Man), regia di W. S. Van Dyke (1941)
- Non tradirmi con me (Two-Faced Woman), regia di George Cukor (1941)
- Scandalo premeditato (Design for Scandal), regia di Norman Taurog (1941)
- Il tesoro segreto di Tarzan (Tarzan's Secret Treasure), regia di Richard Thorpe (1941)
- Il molto onorevole Mr. Pulham (H.M. Pulham, Esq.), regia di King Vidor (1941)
- Sorvegliato speciale (Johnny Eager), regia di Mervyn LeRoy (1941)
- Kathleen, regia di Harold S. Bucquet (1941)
- I ragazzi di Broadway (Babes on Broadway), regia di Busby Berkeley (1941)
- The Bugle Sounds, regia di S. Sylvan Simon e, non accreditato, Richard Thorpe (1942)
- Nazi Agent, regia di Jules Dassin (1942)
- The Vanishing Virginian, regia di Frank Borzage (1942)
- Mr. and Mrs. North, regia di Robert B. Sinclair (1942)
- A Yank on the Burma Road, regia di George B. Seitz (1942)
- Un americano qualunque (Joe Smith, American), regia di Richard Thorpe (1942)
- Dr. Kildare's Victory, regia di W. S. Van Dyke (1942)
- La donna del giorno (Woman of the Year), regia di George Stevens (1942)
- Born to Sing, regia di Edward Ludwig (1941)
- This Time for Keeps, regia di Charles Reisner (1942)
- Il corteggiamento di Andy Hardy (The Courtship of Andy Hardy), regia di George B. Seitz (1942)
- Rio Rita, regia di S. Sylvan Simon (1942)
- Mokey, regia di Wells Root (1942)
- Rotta sui Caraibi (Ship Ahoy), regia di Edward Buzzell (1942)
- Kid Glove Killer , regia di Fred Zinnemann (1942)
- Follia scatenata (Fingers at the Window), regia di Charles Lederer (1942)
- Maschere di lusso (We Were Dancing), regia di Robert Z. Leonard (1942)
- Tarzan a New York (Tarzan's New York Adventure), regia di Richard Thorpe (1942)
- Sunday Punch, regia di David Miller (1942)
- Pacific Rendezvous, regia di George Sidney (1942)
- Gente allegra (Tortilla Flat), regia di Victor Fleming (1942)
- Grand Central Murder, regia di S. Sylvan Simon (1942)
- Maisie Gets Her Man, regia di Roy Del Ruth (1942)
- La signora Miniver (Mrs. Miniver), regia di William Wyler (1942)
- The Affairs of Martha, regia di Jules Dassin (1942)
- Il postiglione del Nevada (Jackass Mail), regia di Norman Z. McLeod (1942)
- Musica sulle nuvole (I Married an Angel), regia di W.S. Van Dyke II e, non accreditato, Roy Del Ruth (1942)
- Calling Dr. Gillespie, regia di Harold S. Bucquet (1942)
- Avventura all'Avana (Her Cardboard Lover), regia di George Cukor (1942)
- La banda Pellettier (Crossroads), regia di Jack Conway (1942)
- Pierre of the Plains, regia di George B. Seitz (1942)
- Avventura al Cairo (Cairo), regia di W. S. Van Dyke - architetto scenografo (1942)
- Incontro a Bataan (Somewhere I'll Find You), regia di Wesley Ruggles (1942)
- Un americano a Eton (A Yank at Eton), regia di Norman Taurog (1942)
- The Omaha Trail, regia di Edward Buzzell e, non accreditato, Edward L. Cahn (1942)
- Panama Hattie, regia di Norman Z. McLeod e, non accreditati, Vincente Minnelli e Roy Del Ruth (1942)
- Apache Trail, regia di Richard Thorpe e, non accreditato, Richard Rosson (1942)
- Tish, regia di S. Sylvan Simon (1942)
- The War Against Mrs. Hadley, regia di Harold S. Bucquet (1942)
- Occhi nella notte (Eyes in the Night), regia di Fred Zinnemann (1942)
- For Me and My Gal, regia di Busby Berkeley (1942)
- Northwest Rangers, regia di Joseph M. Newman (1942)
- Dr. Gillespie's New Assistant, regia di Willis Goldbeck (1942)
- 7 ragazze innamorate (Seven Sweethearts), regia di Frank Borzage (1942)
- Tennessee Johnson, regia di William Dieterle (1942)
- La doppia vita di Andy Hardy (Andy Hardy's Double Life), regia di George B. Seitz (1942)
- La sirena del Congo (White Cargo), regia di Richard Thorpe (1942)
- Prigionieri del passato (Random Harvest), regia di Mervyn LeRoy (1942)
- Journey for Margaret, regia di W. S. Van Dyke (1942)
- La grande fiamma (Reunion in France), regia di Jules Dassin (1942)
- Il ritorno del lupo (Whistling in Dixie), regia di S. Sylvan Simon (1942)
- Forzate il blocco  (Stand by for Action), regia di Robert Z. Leonard (1942)
- Prigioniera di un segreto (Keeper of the Flame), regia di George Cukor (1943)
- The Youngest Profession, regia di Edward Buzzell (1943)
- Harrigan's Kid
- La commedia umana (The Human Comedy), regia di Clarence Brown (1943)
- Il segreto del golfo (Assignment in Brittany), regia di Jack Conway (1943)
- Due cuori in cielo (Cabin in the Sky), regia di Vincente Minnelli (1943)
- La fortuna è bionda (Slighty Dangerous), regia di Wesley Ruggles (1943)
- A Stranger in Town, regia di Roy Rowland (1943)
- Il nemico ci ascolta (Air Raid Wardens), regia di Edward Sedgwick (1943)
- Presenting Lily Mars, regia di Norman Taurog (1943)
- Al di sopra di ogni sospetto (Above Suspicion), regia di Richard Thorpe (1943)
- Dr. Gillespie's Criminal Case, regia di Willis Goldbeck (1943)
- Three Hearts for Julia, regia di Richard Thorpe (1943)
- Mademoiselle Du Barry (DuBarry Was a Lady), regia di Roy Del Ruth (1943)
- Bataan, regia di Tay Garnett (1943)
- Pilot#5
- Best Foot Forward, regia di Edward Buzzell (1943)
- Young Ideas, regia di Jules Dassin (1943)
- Il difensore di Manila (Salute to the Marines), regia di S. Sylvan Simon (1943)
- Joko l'australiano (The Man from Down Under), regia di Robert Z. Leonard (1942)
- Il signore in marsina (I Dood It), regia di Vincente Minnelli (1943)
- Swing Shift Maisie, regia di Norman Z. McLeod (1943)
- La parata delle stelle (Thousands Cheer), regia di George Sidney (1943)
- Torna a casa, Lassie! (Lassie Come Home), regia di Fred M. Wilcox (1943)
- Swing Fever, regia di Tim Whelan (1943)
- La croce di Lorena (The Cross of Lorraine), regia di Tay Garnett (1943)
- Angeli all'inferno (Cry 'Havoc' ), regia di Richard Thorpe (1943)
- Girl Crazy, regia di Norman Taurog e Busby Berkeley - architetto scenografo (1943)
- Whistling in Brooklyn, regia di S. Sylvan Simon (1943)
- Madame Curie, regia di Mervyn LeRoy (1943)
- L'angelo perduto (Lost Angel), regia di Roy Rowland (1943)
- Joe il pilota (A Guy Named Joe), regia di Victor Fleming (1943)
- Song of Russia, regia di Gregory Ratoff (1944)
- See Here, Private Hargrove, regia di Wesley Ruggles (1944)
- Crepi l'astrologo (The Heavenly Body), regia di Alexander Hall e Vincente Minnelli (1944)
- Rationing, regia di Willis Goldbeck (1944)
- Ritmi di Broadway (Broadway Rhythm), regia di Roy Del Ruth (1944)
- Due ragazze e un marinaio (Two Girls and a Sailor), regia di Richard Thorpe (1944)
- Angoscia (Gaslight), regia di George Cukor (1944)
- Andy Hardy's Blonde Trouble, regia di George B. Seitz (1944)
- Le bianche scogliere di Dover (The White Cliffs of Dover), regia di Clarence Brown (1944)
- 3 Men in White, regia di Willis Goldbeck (1944)
- Meet the People, regia di Charles Reisner (1944)
- Bellezze al bagno (Bathing Beauty), regia di George Sidney (1944)
- Lo spettro di Canterville (The Canterville Ghost), regia di Jules Dassin (1944)
- La stirpe del drago (Dragon Seed), regia di Harold S. Bucquet e Jack Conway (1944)
- La settima croce (The Seventh Cross), regia di Fred Zinnemann (1944)
- Maisie Goes to Reno, regia di Harry Beaumont (1944)
- Kismet, regia di William Dieterle (1944)
- Il matrimonio è un affare privato (Marriage Is a Private Affair), regia di Robert Z. Leonard (1944)
- L'avventuriero della città d'oro (Barbary Coast Gent), regia di Roy Del Ruth (1944)
- L'uomo venuto da lontano (An American Romance), regia di King Vidor (1944)
- La signora Parkington (Mrs Parkington), regia di Tay Garnett (1944)
- Sperduti nell'harem (Lost in a Harem), regia di Charles Reisner (1944)
- Missione segreta (Thirty Seconds Over Tokyo), regia di Mervyn LeRoy (1944)
- Incontriamoci a Saint Louis (Meet Me in St. Louis), regia di Vincente Minnelli (1944)
- Gentle Annie, regia di Andrew Marton (1944)
- Blonde Fever, regia di Richard Whorf (1944)
- Sempre nei guai (Nothing but Trouble), regia di Sam Taylor (1944)
- Gran premio (National Velvet), regia di Clarence Brown (1944)
- Marisa (Music for Millions), regia di Henry Koster (1944)
- This Man's Navy, regia di William A. Wellman (1945)
- Main Street After Dark, regia di Edward L. Cahn (1945)
- Il ritratto di Dorian Gray (The Picture of Dorian Gray), regia di Albert Lewin (1945)
- Dinamite bionda (Keep Your Powder Dry), regia di Edward Buzzell (1945)
- Senza amore (Without Love), regia di Harold S. Bucquet (1945)
- L'ora di New York (The Clock), regia di Vincente Minnelli (1945)
- Fra due donne (Between Two Women), regia di Willis Goldbeck (1945)
- Il figlio di Lassie (Son of Lassie), regia di Sylvan Simon (1945)
- La valle del destino (The Valley of Decision), regia di Tay Garnett (1945)
- Luna senza miele (Thrill of a Romance), regia di Richard Thorpe (1945)
- Baciami e lo saprai! (Twice Blessed), regia di Harry Beaumont (1945)
- Dangerous Partners, regia di Edward L. Cahn (1945)
- Demone bianco (Bewitched), regia di Arch Oboler (1945)
- Due marinai e una ragazza (Anchors Aweigh), regia di George Sidney (1945)
- Ziegfeld Follies, regia di Lemuel Ayers, Roy Del Ruth, Robert Lewis, Vincente Minnelli, Merril Pye, George Sidney, Charles Walters (1945)
- The Hidden Eye, regia di Richard Whorf (1945)
- Il sole spunta domani (Our Vines Have Tender Grapes), regia di Roy Rowland (1945)
- Sua altezza e il cameriere (Her Highness and the Bellboy), regia di Richard Thorpe (1945)
- Grand hotel Astoria (Week-End at the Waldorf), regia di Robert Z. Leonard (1945)
- Gianni e Pinotto a Hollywood (Bud Abbott and Lou Costello in Hollywood o Abbott and Costello in Hollywood), regia di S. Sylvan Simon (1945)
- La giocatrice (She Went to the Races), regia di Willis Goldbeck (1945)
- Jolanda e il re della samba (Yolanda and the Thief), regia di Vincente Minnelli (1945)
- Al caporale piacciono le bionde (What Next, Corporal Hargrove?), regia di Richard Thorpe (1945)
- I sacrificati (They Were Expendable), regia di John Ford (1945)
- The Sailor Takes a Wife, regia di Richard Whorf (1945)
- Avventura (Adventure), regia di Victor Fleming (1945)
- L'uomo ombra torna a casa  (The Thin Man Goes Home), regia di Richard Thorpe (1945)
- Le ragazze di Harvey (The Harvey Girls), regia di George Sidney (1946)
- Up Goes Maisie, regia di Harry Beaumont (1946)
- Una lettera per Eva (A Letter for Evie), regia di Jules Dassin (1946)
- Due sorelle di Boston (Two Sisters from Boston), regia di Henry Koster (1946)
- The Hoodlum Saint, regia di Norman Taurog (1946)
- Anni verdi (The Green Years), regia di Victor Saville (1946)
- Il postino suona sempre due volte (The Postman Always Rings Twice), regia di Tay Garnett (1946)
- Bascomb il mancino (Bad Bascomb), regia di S. Sylvan Simon (1946)
- La taverna dei quattro venti  (Two Smart People), regia di Jules Dassin (1946)
- Sposarci è facile ma... (Easy to Wed), regia di Edward Buzzell e, non accreditati, Buster Keaton e Edward Sedgwick (1946)
- Minorenni pericolose (Boys' Ranch), regia di Roy Rowland (1946)
- Il coraggio di Lassie (Courage of Lassie), regia di Fred M. Wilcox (1946)
- Vacanze al Messico (Holiday in Mexico), regia di George Sidney - architetto scenografo (1946)
- Faithful in My Fashion, regia di Sidney Salkow (1946)
- Three Wise Fools, regia di Edward Buzzell (1946)
- Licenza d'amore (No Leave, No Love), regia di Charles Martin (1946)
- The Cockeyed Miracle, regia di S. Sylvan Simon (1946)
- Tragico segreto (Undercurrent), regia di Vincente Minnelli (1946)
- The Show-Off
- Nuvole passeggere (Till the Clouds Roll By), regia di Richard Whorf (1946)
- Gallant Bess, regia di Andrew Marton (1946)
- Il cucciolo (The Yearling), regia di Clarence Brown (1946)
- In fondo al cuore (The Secret Heart), regia di Robert Z. Leonard (1946)
- Carambola d'amore (Love Laughs at Andy Hardy), regia di Willis Goldbeck (1946)
- The Great Morgan, regia di Nat Perrin (1946)
- L'invincibile Mc Gurk (The Mighty McGurk), regia di John Waters (1947)
- Una donna nel lago (Lady in the Lake), regia di Robert Montgomery (1947)
- Mio fratello parla con i cavalli  (My Brother Talks to Horses), regia di Fred Zinnemann (1947)
- Non tormentarmi più (The Arnelo Affair), regia di Arch Oboler (1947)
- La morte è discesa a Hiroshima (The Beginning or the End), regia di Norman Taurog (1947)
- Il mare d'erba (The Sea of Grass), regia di Elia Kazan (1947)
- Una donna in cerca di brividi (Undercover Maisie), regia di Harry Beaumont (1947)
- Accadde a Brooklyn (It Appened in Brooklyn), regia di Richard Whorf (1947)
- La mamma non torna più (Little Mister Jim), regia di Fred Zinnemann (1947)
- L'isola sulla montagna (High Barbaree), regia di Jack Conway - scenografo (1947)
- Living in a Big Way, regia di Gregory La Cava (1947)
- La matadora (Fiesta), regia di Richard Thorpe (1947)
- I trafficanti (The Hucksters), regia di Jack Conway (1947)
- La cavalcata del terrore (The Romance of Rosy Ridge), regia di Roy Rowland (1947)
- Il canto dell'uomo ombra (Song of the Thin Man), regia di Edward Buzzell (1947)
- Cinzia (Cynthia), regia di Robert Z. Leonard (1947)
- La danza incompiuta (The Unfinished Dance), regia di Henry Koster (1947)
- Canto d'amore (Song of Love), regia di Clarence Brown (1947)
- Merton of the Movies, regia di Robert Alton (1947)
- Il delfino verde (Green Dolphin Street), regia di Victor Saville (1947)
- Ti avrò per sempre (This Time for Keeps), regia di Richard Thorpe (1947)
- Desiderami (Desire Me), regia di, non accreditati, Jack Conway, George Cukor, Mervyn LeRoy, Victor Saville (1947)
- Il giudice Timberlane (Cass Timberlane), regia di George Sidney (1947)
- Pugno di ferro (Killer McCoy), regia di Roy Rowland (1947)
- Good News, regia di Charles Walters (1947)
- La muraglia delle tenebre (High Wall), regia di Curtis Bernhardt (1947)
- Peccatori senza peccato ( If Winter Comes), regia di Victor Saville (1947)
- Gentiluomo ma non troppo (Alias a Gentleman), regia di Harry Beaumont (1948)
- Mamma non ti sposare (Three Daring Daughters), regia di Fred McLeod Wilcox (1948)
- Tenth Avenue Angel, regia di Roy Rowland (1948)
- Summer Holiday, regia di Rouben Mamoulian (1948)
- La sposa ribelle (The Bride Goes Wild), regia di Norman Taurog (1948)
- La moglie ricca (B.F.'s Daughter), regia di Robert Z. Leonard (1948)
- La legge del cuore (Big City), regia di Norman Taurog (1948)
- Lo stato dell'Unione (State of the Union), regia di Frank Capra (1948)
- La lunga attesa (Homecoming), regia di Mervyn LeRoy (1948)
- Su di un'isola con te (On an Island with You), regia di Richard Thorpe (1948)
- Il pirata (The Pirate), regia di Vincente Minnelli (1948)
- Ti amavo senza saperlo (Easter Parade), regia di Charles Walters (1948)
- Così sono le donne (A Date with Judy), regia di Richard Thorpe (1948)
- Un sudista del Nord (A Southern Yankee), regia di Edward Sedgwick (1948)
- La bella imprudente (Julia Misbehaves), regia di Jack Conway (1948)
- Crociera di lusso (Luxury Liner), regia di Richard Whorf (1948)
- I tre moschettieri (The Three Musketeers), regia di George Sidney (1948)
- Il bacio del bandito (The Kissing Bandit), regia di László Benedek (1948)
- Casa mia (Hills of Home), regia di Fred M. Wilcox (1948)
- Parole e musica (Words and Music), regia di Norman Taurog (1948)
- Suprema decisione (Command Decision), regia di Sam Wood (1948)
- Atto di violenza (Act of Violence), regia di Fred Zinnemann (1949)
- Primavera di sole (The Sun Comes Up), regia di Richard Thorpe (1949)
- Corruzione (The Bribe), regia di Robert Z. Leonard (1949)
- Facciamo il tifo insieme (Take Me Out to the Ball Game), regia di Busby Berkeley (1949)
- Piccole donne (Little Women), regia di Mervyn LeRoy (1949)
- Jack il bucaniere (Big Jack), regia di Richard Thorpe (1949)
- Il ritorno del campione (The Stratton Story) regia di Sam Wood (1949)
- Il giardino segreto (The Secret Garden), regia di Fred M. Wilcox (1949)
- I Barkleys di Broadway (The Barkleys of Broadway), regia di Charles Walters (1949)
- La figlia di Nettuno (Neptune's Daughter), regia di Edward Buzzell (1949)
- Il grande peccatore (The Great Sinner), regia di Robert Siodmak (1949)
- Fate il vostro gioco (Any Number Can Play), regia di Mervyn LeRoy (1949)
- La mano deforme (Scene of the Crime), regia di Roy Rowland (1949)
- I fidanzati sconosciuti (In the Good Old Summertime), regia di Robert Z. Leonard (1949)
- Madame Bovary, regia di Vincente Minnelli (1949)
- Il Danubio rosso (The Red Danube), regia di George Sidney (1949)
- Il bacio di mezzanotte (That Midnight Kiss), regia di Norman Taurog (1949)
- Il dottore e la ragazza (The Doctor and the Girl), regia di Curtis Bernhardt (1949)
- Nella polvere del profondo Sud (Intruder in the Dust), regia di Clarence Brown (1949)
- Mercanti di uomini (Border Incident), regia di Anthony Mann (1949)
- Il ritorno di Lassie (Challenge to Lassie), regia di Richard Thorpe (1949)
- La saga dei Forsyte (That Forsyte Woman), regia di Compton Bennett (1949)
- Bastogne (Battleground), regia di William A. Wellman (1949)
- La costola di Adamo (Adam's Rib), regia di George Cukor (1949)
- Tensione (Tension), regia di John Berry (1949)
- Un giorno a New York (On the Town), regia di Stanley Donen e Gene Kelly (1949)
- I marciapiedi di New York (East Side, West Side), regia di Mervyn LeRoy (1949)
- Malesia (Malaya), regia di Richard Thorpe (1949)

#### Anni 1950
- Il pescatore della Louisiana (The Toast of New Orleans), regia di Norman Taurog (1950)
- L'indossatrice (A Life of Her Own), regia di George Cukor (1950)
- Kim, regia di Victor Saville (1950)
- Solitudine (Night into Morning), regia di Fletcher Markle (1951)
- Il mio uomo (My Man and I), regia di William A. Wellman (1952)
- Marito per forza (Love Is Better Than Ever), regia di Stanley Donen (1952)
- Baciami Kate! (Kiss Me Kate), regia di George Sidney (1953)
- Nebbia sulla Manica (Dangerous When Wet), regia di Charles Walters (1953)
- Spettacolo di varietà (The Band Wagon), regia di Vincente Minnelli (1953)
- Amanti latini (Latin Lovers), regia di Mervyn LeRoy (1953)
- Così parla il cuore (Deep in My Heart), regia di Stanley Donen (1954)
- Brigadoon, regia di Vincente Minnelli (1954)
- Un napoletano nel Far West (Many Rivers to Cross), regia di Roy Rowland (1955)
- Annibale e la vestale (Jupiter's Darling), regia di George Sidney (1955)
- È sempre bel tempo (It's Always Fair Weather), regia di Stanley Donen e Gene Kelly (1955)
- Supplizio (The Rack), regia di Arnold Laven (1956)

### Regista
- Tarzan e la compagna (Tarzan and His Mate) (1934)

## Riconoscimenti
- Premio Oscar
  - 1930 - Miglior scenografia per Il ponte di San Luis Rey
  - 1934 - Candidatura come miglior scenografia per When Ladies Meet
  - 1935 - Miglior scenografia per La vedova allegra
  - 1937 - Candidatura come miglior scenografia per Il paradiso delle fanciulle
  - 1937 - Candidatura come miglior scenografia per Giulietta e Romeo
  - 1938 - Candidatura come miglior scenografia per Maria Walewska
  - 1939 - Candidatura come miglior scenografia per Maria Antonietta
  - 1940 - Candidatura come miglior scenografia per Il mago di Oz
  - 1941 - Miglior scenografia (bianco e nero) per Orgoglio e pregiudizio
  - 1941 - Candidatura come miglior scenografia (colore) per Tzigana
  - 1942 - Candidatura come miglior scenografia (bianco e nero) per Quando le signore si incontrano
  - 1942 - Miglior scenografia per Fiori nella polvere
  - 1943 - Candidatura come miglior scenografia (bianco e nero) per Prigionieri del passato
  - 1944 - Candidatura come miglior scenografia (bianco e nero) per Madame Curie
  - 1944 - Candidatura come miglior scenografia (colore) per La parata delle stelle
  - 1945 - Miglior scenografia (bianco e nero) per Angoscia
  - 1945 - Candidatura come miglior scenografia (colore) per Kismet
  - 1946 - Candidatura come miglior scenografia (bianco e nero) per Il ritratto di Dorian Gray
  - 1946 - Candidatura come miglior scenografia (colore) per Gran Premio
  - 1947 - Miglior scenografia (colore) per Il cucciolo
  - 1950 - Candidatura come miglior scenografia (bianco e nero) per Madame Bovary
  - 1950 - Miglior scenografia (colore) per Piccole donne
  - 1951 - Candidatura come miglior scenografia (bianco e nero) per Il Danubio rosso
  - 1951 - Candidatura come miglior scenografia (colore) per Anna prendi il fucile
  - 1952 - Miglior scenografia (colore) per Un americano a Parigi
  - 1952 - Candidatura come miglior scenografia (bianco e nero) per L'ingenua maliziosa
  - 1952 - Candidatura come miglior scenografia (colore) per Quo vadis
  - 1953 - Miglior scenografia (bianco e nero) per Il bruto e la bella
  - 1953 - Candidatura come miglior scenografia (colore) per La vedova allegra
  - 1954 - Miglior scenografia (bianco e nero) per Giulio Cesare
  - 1954 - Candidatura come miglior scenografia (colore) per Lili
  - 1954 - Candidatura come miglior scenografia (colore) per Storia di tre amori
  - 1954 - Candidatura come miglior scenografia (colore) per La Regina vergine
  - 1955 - Candidatura come miglior scenografia (bianco e nero) per La sete del potere
  - 1955 - Candidatura come miglior scenografia (colore) per Brigadoon
  - 1956 - Candidatura come miglior scenografia (bianco e nero) per Piangerò domani
  - 1956 - Candidatura come miglior scenografia (bianco e nero) per Il seme della violenza
  - 1957 - Miglior scenografia (bianco e nero) per Lassù qualcuno mi ama
  - 1957 - Candidatura come miglior scenografia (colore) per Brama di vivere